# ミルク (アイドルグループ)
ミルク (MILK) は、1979年から1980年にかけて活動した日本の女性アイドルグループ。

## メンバー
- 小畑和美（愛称はミミ、1969年4月16日[1] - ）
- 荻野目洋子（愛称はルミ、1968年12月10日[1] - ）
- 大森絹子（愛称はクミ、1967年5月27日[1] - ）

## 人物・来歴
テレビ番組、『ちびっこ歌まねベストテン』（東京12チャンネル〈現：テレビ東京〉）の出演者で結成された小学生3人によるアイドルグループ（ただし、解散時は大森絹子のみ中学生になっていた）。
愛称にはそれぞれミミ（小畑和美）、ルミ（荻野目洋子）、クミ（大森絹子）が与えられており、3人の頭文字を繋げるとミルクになる。
番組で審査員をしてた作曲家の竜崎孝路や番組スタッフにより、チャンピオンになった女子小学生3人を番組でのマスコットガールのような形で結成された。当初は番組内のみでの活動だったが、番組でメドレーを歌っていたのを当時ラブサウンズ音楽出版を経営していた平哲夫がたまたま見かけたことで、ミルクは平の事務所に所属することになり、『ちびっこ歌まねベストテン』が1978年12月で終了した後、1979年4月に『ザ・あれから いちねん』でCBS・ソニーからレコードデビューした。CBSソニー的にはミルクはキャンディーズの解散1周年を記念して結成されたという触れ込みで、デビュー曲もキャンディーズのメドレーソングという企画物だった。
結成2年目の1980年8月にはワーナー・パイオニアに移籍して、2枚目となるシングルレコード『リトル・キッス』がリリース、平のプロデュースにより、夏休み期間に音楽番組やイベントに出演してさらに本格的に売り出そうとした矢先に、ルミの荻野目洋子が芸能活動をやめたいと申し出る。小学6年生の夏休みが終わったので今後は大好きな学校を休みたくないという理由だった。ルミが抜けたことでグループのバランスが変わり、メンバーの補充も難しいと判断されてミルクは解散となった。

## ディスコグラフィ

### シングル
1. ザ・あれからいちねん（1979年4月1日） ※トリビュート企画として発売されたキャンディーズ・ヒットメドレー(年下の男の子～あなたに夢中～ほか)。 作詞・千家和也、山上路夫ほか、作曲・穂口雄右、森田公一ほか、編曲・竜崎孝路 CBS・ソニー 06SH-473
（C/W）　ありがとうパパ   ※作詞・児玉定則、作曲・竜崎孝路、編曲・竜崎孝路
2. リトル・キッス（1980年8月1日） ※作詞・湯川れい子、作曲・馬飼野康二、編曲・竜崎孝路 ワーナー・パイオニア L-358W
（C/W）　クリスタル・マイ・ラブ   ※作詞・KAZUO、作曲・竜崎孝路、編曲・あかのたちお

### コンピレーション・アルバム
1. スマイル･スペシャル･エディション（1997年7月25日） wea japan WPC6-8350
リトル・キッス (track.1)
クリスタル・マイ・ラブ (track.15)
2. アイドル・ミラクルバイブルシリーズ（ガール・グループ） （2009年5月26日） Sony Music Direct(Japan).Inc DYCL-131
ザ・あれからいちねん (track.1)
ありがとうパパ (track.2)